# Megaselia latericia
Megaselia latericia är en tvåvingeart som beskrevs av Schmitz 1935. Megaselia latericia ingår i släktet Megaselia och familjen puckelflugor. Inga underarter finns listade i Catalogue of Life.